# Enrique de Aragón Folc de Cardona y Córdoba
Enrique de Aragón Folch de Cardona y Córdoba, duque de Segorbe y de Cardona (Lucena, 12 de agosto de 1588-Perpiñán, 22 de julio de 1640) fue un noble y político español.

## Biografía
Fue hijo de Luis Ramón de Aragón Folch de Cardona y Córdoba, conde de Prades, y de Ana Enríquez de Cabrera y Mendoza, de los duques de Medina de Rioseco; huérfano de padre desde los doce años, heredó de sus abuelos paternos los títulos de V duque de Segorbe y VI de Cardona, IV marqués de Comares y VI de Pallars, conde de Ampurias y de Prades y alcaide de los Donceles.
Fue caballero y trece de la Orden de Santiago, consejero de estado desde 1626, presidente del Consejo de Órdenes y virrey de Cataluña.
Contrajo matrimonio en dos ocasiones: la primera en 1605 con Juana de Rojas y Enríquez de Cabrera, hija de los marqueses de Poza, que murió ese mismo año; la segunda en 1606 con Catalina Fernández de Córdoba y Figueroa, hija de los marqueses de Priego, con quien tuvo 9 hijos:
- Luis Ramón, su sucesor en los títulos de nobleza, casado con Mariana de Sandoval y Rojas, duquesa de Lerma;
- Pedro Antonio, virrey de Cataluña y de Nápoles;
- Antonio, cardenal;
- Vicente Agustín;
- Pascual, virrey de Nápoles y arzobispo de Toledo;
- Juana, muerta en la infancia;
- Ana Francisca, casada con el IV Duque de Arcos, Rodrigo Ponce de León;
- Catalina, casada con el VI Marqués del Carpio, Luis de Haro y Guzmán;
- Francisca, muerta en la infancia.